# 耿悼嬪
耿悼嬪（1570年—1589年），直隸保定府安肅縣人。耿大享之女，明朝明神宗萬曆帝朱翊鈞之嬪。

## 生平
綜合《大明神廟悼嬪耿氏墓誌》 及《明神宗顯皇帝實錄》的記載，耿氏在隆慶三年十二月二十二日（1570年1月27日）酉時出生，母親為王氏，其後在萬曆十一年五月十五日（1583年7月4日）選入內廷，「祗事皇上，夙夜勤勞」。萬曆十七年六月初四日（1589年7月15日）未時，虛歲二十一歲的耿氏薨逝，「上憫之」，特賜封號為悼嬪，喪葬禮儀依照順嬪張氏之例辦理，並輟朝一日，兩宮太后及皇后以下皆致祭。同年八月初九日，耿悼嬪葬於金山。

## 大明神廟悼嬪耿氏墓誌
```
「嬪姓耿氏，直隸保定府安肅縣人，父大享，母王氏。嬪以萬曆十一年五月十五日選入內廷，祗事皇上，夙夜勤勞。十七年六月初四日未時薨逝，上憫之，特賜封號為悼嬪。距其生隆慶三年十二月二十二日酉時，年二十有一。其薨也，皇上輟朝一日，賜諭祭如禮，兩宮聖母及中宮以下皆致祭。以本年八月初九日，葬於金山之原。嬪壽雖未遐，然蒙被寵渥，沒有余榮，夫復何憾！儒臣奉命，志於玄室，百世之下，其尚有徵焉。」
```